# Stazione di Serino
Stazione di Serino vasútállomás Olaszországban, Serino településen.

## Vasútvonalak
Az állomást az alábbi vasútvonalak érintik:
- Cancello–Avellino-vasútvonal

## Kapcsolódó állomások
A vasútállomáshoz az alábbi állomások vannak a legközelebb:
- Solofra railway station
- Stazione di San Michele di Serino